# Taylor (Wyoming)
Taylor è un census-designated place degli Stati Uniti d'America, situato nella Contea di Lincoln nello stato del Wyoming. Nel censimento del 2000 la popolazione era di 90 abitanti.

## Geografia fisica
Secondo i rilevamenti dell'United States Census Bureau, la località di Taylor si estende su una superficie di 6,6 km², tutti occupati da terre.

## Popolazione
Secondo il censimento del 2000, a Taylor vivevano 90 persone, ed erano presenti 23 gruppi familiari. La densità di popolazione era di 13,6 ab./km². Nel territorio comunale si trovavano 28 unità edificate. Per quanto riguarda la composizione etnica degli abitanti, il 93,33% era bianco, l'1,11% era nativo, il 2,22% proveniva dall'Oceano Pacifico e il 3,33% apparteneva a due o più razze.
Per quanto riguarda la suddivisione della popolazione in fasce d'età, il 40,0% era al di sotto dei 18, il 5,6% fra i 18 e i 24, il 24,4% fra i 25 e i 44, il 23,3% fra i 45 e i 64, mentre infine il 6,7% era al di sopra dei 65 anni di età. L'età media della popolazione era di 29 anni. Per ogni 100 donne residenti vivevano 80,0 uomini.